# خليج الملكة مود

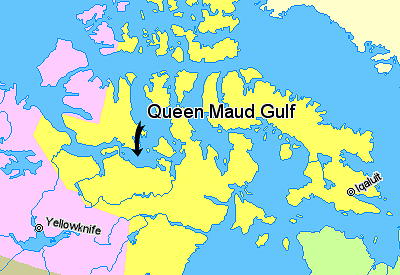
خليج الملكة مود، نونافوت، كندا
نونافوت
الأقاليم الشمالية الغربية
كيبيك
غرينلاند

خليج الملكة مود (بالإنجليزية: Queen Maud Gulf)‏ يقع بين الساحل الشمالي للبر الرئيسي والركن الجنوبي الشرقي من جزيرة فيكتوريا في نونافوت، كندا. في نهايته الغربية تقع على خليج كامبردج، تؤدي إلى مضيق داس؛ تقع إلى الشرق مضيق سيمبسون؛ وإلى الشمال، مضيق فيكتوريا.
جزء من الخليج هو جزء من محمية الطيور خليج الملكة مود، أكبر محمية من كندا.

## تاريخ
في عام 1839 عبر عليه بيتر وارن داس وتوماس سيمبسون. تم تعيينه من قبل المستكشف النرويجي روال أموندسن في عام 1905 على شرف ملكة النرويج مود ويلز.